# 252 (số)
252 (hai trăm năm mươi hai) là một số tự nhiên ngay sau 251 và ngay trước 253.